# Przemko van Troppau
Przemko I van Troppau (circa 1365 - 28 september 1433) was van 1365 tot aan zijn dood hertog van Troppau en van 1394 tot aan zijn dood hertog van Leobschütz. Hij behoorde tot de Troppau-tak van het huis Přemysliden.

## Levensloop
Przemko I was de jongste zoon van hertog Nicolaas II van Troppau en diens derde echtgenote Judith, dochter van hertog Bolesław van Falkenberg. Zijn vader stierf kort na de geboorte. Na de dood van zijn vader werd hij samen met zijn broers Jan I, Nicolaas III en Wenceslaus I hertog van Troppau. Przemko en zijn oudere broer Wenceslaus werden wegens hun minderjarigheid onder het regentschap geplaatst van hun oudste broer Jan. 
Na disputen over de erfenis besloten de vier broers in 1367 hun gebieden te verdelen: Jan kreeg het hertogdom Ratibor, terwijl Nicolaas III, Wenceslaus en Przemko in het bezit kwamen van de overige delen van het hertogdom Troppau. In 1377 werd er een nieuwe verdeling doorgevoerd: Jan behield het hertogdom Ratibor en kreeg eveneens de districten Jägerndorf en Freudenthal, Nicolaas III kreeg het afgesplitste hertogdom Leobschütz en Wenceslaus en Przemko behielden de overige delen van het hertogdom Troppau. Na het overlijden van Wenceslaus in 1381 bestuurde Przemko dit hertogdom alleen. Toen zijn broer Nicolaas III in 1394 stierf, erfde Przemko ook diens bezittingen. Wegens financiële problemen had Nicolaas de districten de districten Leobschütz, Zuckmantel, Hultschin en Kranowitz verpand aan hertog Koenraad II van Oels. Przemko was later in staat om de verpande gebieden volledig terug te winnen. Przemko bevond zich eveneens in financiële problemen en moest daardoor de heerlijkheid Grätz verpanden aan het Boheemse adelgeslacht Krawarn. In 1394 slaagde hij erin om de heerlijkheid terug te winnen. Hetzelfde jaar stichtte hij de kapel van Katharein. 
Tijdens een periode van onrust in Moravië onderhield Przemko nauwe relaties met markgraaf Jobst van Moravië, wiens moeder een halfzus was van Przemko. Omdat hij op politiek vlak aan de zijde van koning Wenceslaus van Bohemen stond, nam hij in 1402 deel aan de samenkomst van de Silezische Liga in Breslau. Na de dood van Wenceslaus steunde Przemko de Boheemse koning Sigismund en gaf hij hem militaire steun tijdens de Hussietenoorlogen. De Hussieten reageerden door in februari 1428 het hertogdom Troppau te verwoesten. Przemko's oudste zoon Wenceslaus II probeerde de verwoesting van Leobschütz te verhinderen door een verdrag met de Hussieten te ondertekenen. In maart 1428 verenigde Przemko de militaire krachten met hertog Ruprecht II van Lubin en de bisschop van Breslau, waarna ze zonder succes de Hussieten bestreden in Nysa. Hun leger werd door de Hussieten verslagen, maar de Boheemse edelman Půta III van Častolovice kon verhinderen dat de stad Nysa door de Hussieten werd ingenomen. In maart 1430 kon Przemko de verdere verwoesting van Troppau vermijden door opnieuw een verdrag met de Hussieten te sluiten. In de plaats verwoestten de Hussieten het hertogdom Ratibor en Cosel. In 1431 werd een groot deel van de stad Opava door een brand verwoest.
Przemko stierf in december 1433. Zijn vijf zonen volgden hem op als hertog van Troppau. In zijn testament schreef hij dat zijn oudste zoon Wenceslaus II het regentschap van zijn drie zonen uit zijn tweede en derde huwelijk moest opnemen en dat het hertogdom Troppau niet verdeeld mocht worden. Desondanks verdeelden zijn zoons in 1445 het hertogdom Troppau.

## Huwelijken en nakomelingen
Rond 1395 huwde Przemko met Anna van Lutz (overleden in 1405). Ze kregen drie kinderen:
- Wenceslaus II (1397-1446), hertog van Troppau en Leobschütz
- Nicolaas IV (1400-1437), hertog van Troppau
- Agnes (overleden rond 1440), huwde eerst met de Boheemse edelman Jan van Krawarn en daarna met de Boheemse edelman George van Sternberg

Na het overlijden van Anna huwde hij met Catharina (overleden in 1422), zus van Jan, de laatste hertog van Münsterberg. Ze kregen drie kinderen:
- Willem (1410-1452), hertog van Troppau en Münsterberg
- Ernst (1415-1464), hertog van Troppau en Münsterberg
- Judith (overleden rond 1445), huwde rond 1435 met graaf George II van Bosing

In 1425 huwde Przemko met zijn derde echtgenote Helena van Bosnië (overleden in 1435). Ze kregen drie kinderen:
- Przemko II (1425-1478), hertog van Troppau en kanunnik in Breslau
- Catharina (overleden in 1475), huwde met de Boheemse edelman Jan van Cimburg
- Hedwig (overleden rond 1500), abdis in Trebnitz